# Zgërdhesh

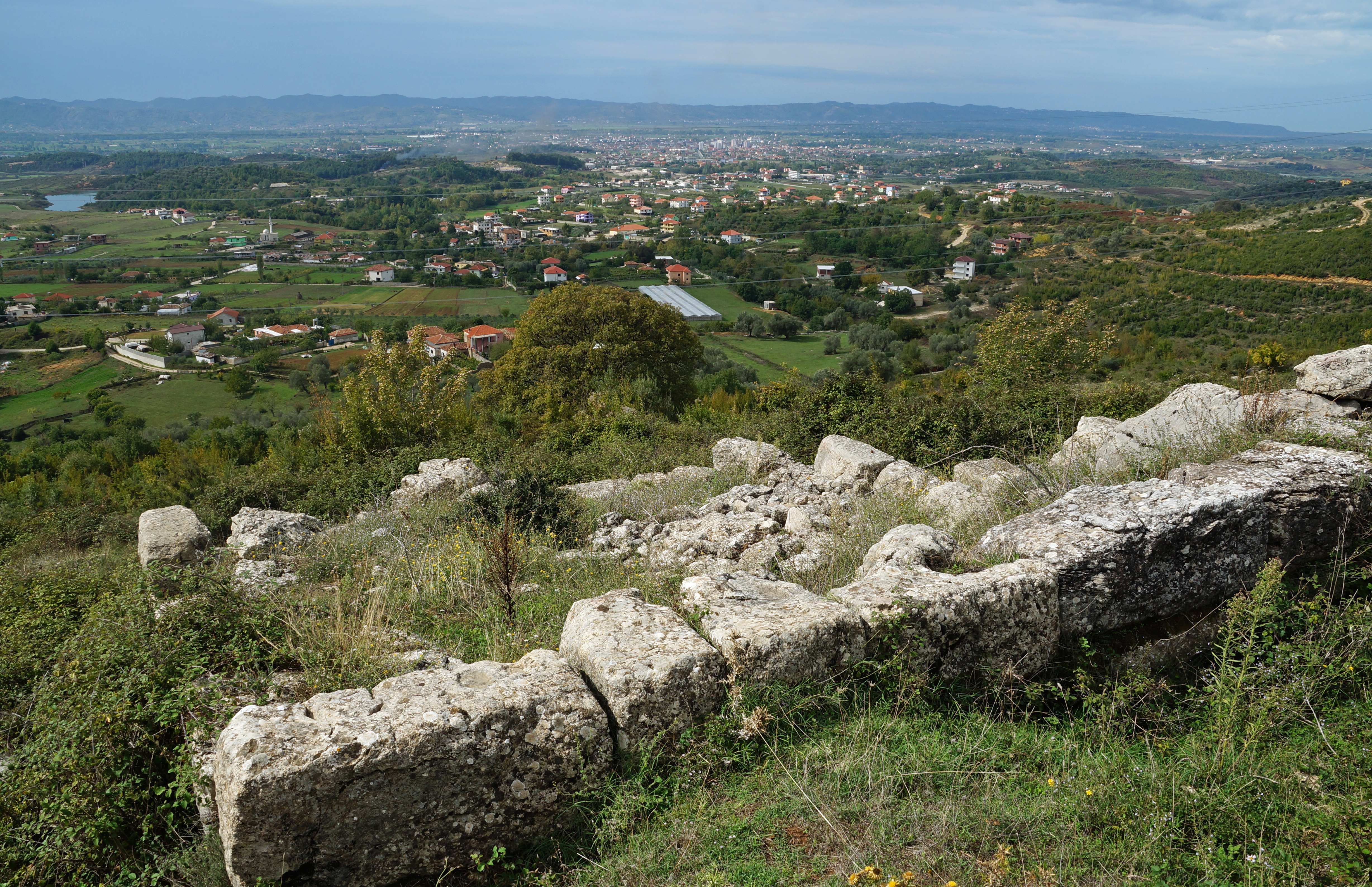
Blick von der Akropolis über das Dorf Halilaj und die Ebene von Fushë-Kruja

Zgërdhesh (albanisch auch Zgërdheshi) ist ein archäologischer Fundplatz in Albanien östlich von Fushë-Kruja.
Früher war Zgërdhesh auch der Name eines Dorfes. Das Dorf an dieser Stelle wird heute als Halilaj (oft auch Halil/Halili) bezeichnet; Zgërdhesh existiert als eigenständiges Dorf nicht mehr. Mit Zgërdhesh wird heute nur noch die antike Stätte bezeichnet. Bei dieser handelt sich möglicherweise um das antike Albanopolis.
Das Dorf Halilaj mit Zgërdhesh ist eines von 100 Dörfern, in denen die albanische Regierung gezielt den Tourismus fördern möchte.

## Geographie

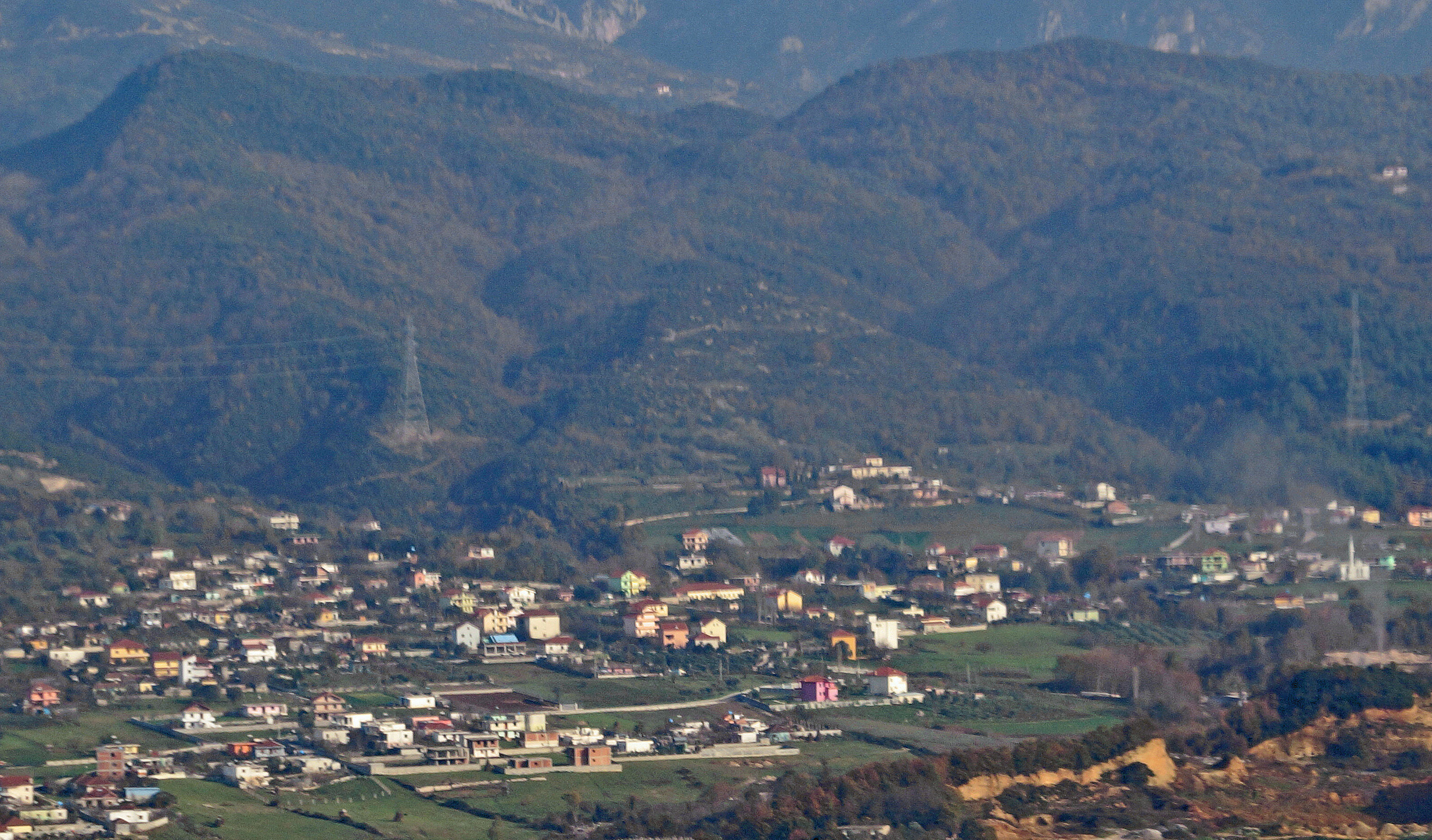
Der Hügel von Zgërdhesh (Dreieck in der Bildmitte) über dem Dorf Halilaj

Zgërdhesh liegt rund vier Kilometer östlich von Fushë-Kruja respektive rund 20 Kilometer nördlich von Tirana. Die Straße von Fushë-Kruja nach Kruja passiert Halilaj nördlich von Zgërdhesh. Eine Stichstraße führt nach Süden in Richtung Zgërdhesh.
In Halilaj geht die flache Ebene, die sich von Tirana über Fushë-Kruja hinaus nach Norden bis zum Meer erstreckt, ins Skanderbeggebirge über. Ein Teil des Dorfes liegt im Flachen auf rund 120 m ü. A., andere Häuser schon an den Hängen der Hügel.
Der Bach Bërdhar fließt, von der Westflanke des Mali i Krujës (1176 m ü. A.) herunterkommend, durch das Dorf. Ein weiterer, etwas größerer Bach, die Zilla, verläuft etwas nördlich und tritt bei der Straße nach Kruja aus den Bergen. Beide Bäche haben tief eingeschnittenen Täler gebildet. Drei kleine Staubecken für Bewässerungszwecke liegen südlich und westlich des Dorfes.
Der archäologische Fundplatz liegt am südöstlichen Ortsrand südlich des Bachs Bërdhar beim Weiler Kakariq. Er geht vom Gipfel eines Hügelzugs aus, der nach Norden und Süden zu den tief eingeschnittenen Bächen abfällt. Im Osten ist er durch einen schmalen Grat mit dem Berg verbunden. Gegen Westen bildet sich ein weniger steiler, nach unten breiter werdender Abhang, auf dem die antike Stadt entstand. Der Höhenunterschied zwischen dem unteren Stadtrand und der Hügelkuppe beträgt rund 100 Meter. Am unteren Ende des Hangs liegen die Häuser eines Hofes. Das Gelände ist im oberen Bereich stark überwuchert, im unteren Weidegebiet, das von mehreren stacheligen Hecken durchsetzt ist.

## Dorf Halilaj (Zgërdhesh)
Mitte der 1980er Jahre wurde Zgërdhesh als Dorf mit zwei Grundschulen, Kulturgebäude und Krankenstation beschrieben. Es gab Oliven- und Obstbaumkulturen.
Ab den 1990er Jahren war Halilaj bekannt für seine Kalkbrennereien. Die Öfen, in denen der lokal abgebaute Kalk gebrannt wurde, wurden oft mit Müll angefeuert. 2019 wurden die Kalköfen deswegen geschlossen, nachdem sich die Bewohner schon länger über die Bedingungen beklagt hatten.

## Geschichte

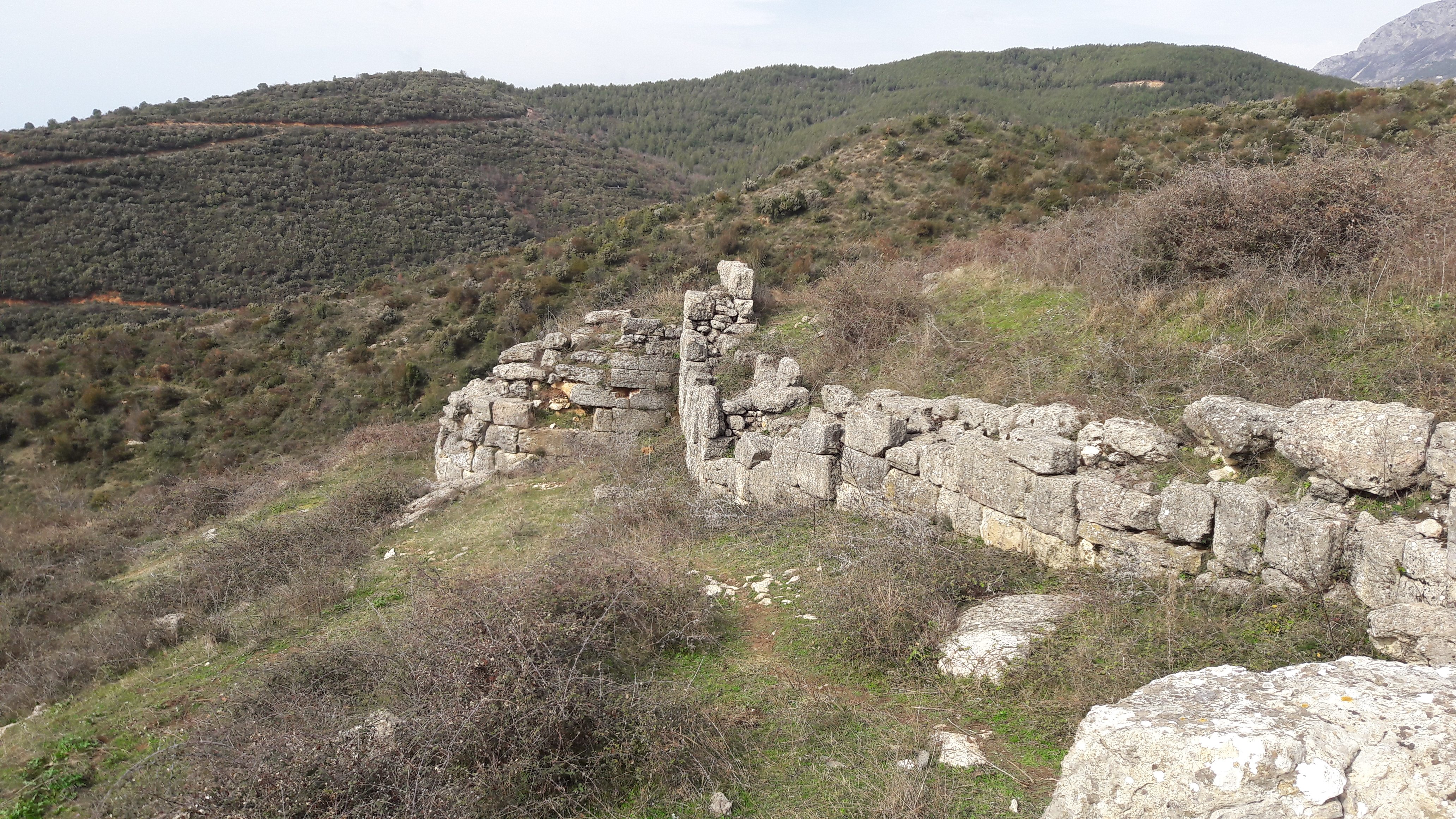
Mauern der Akropolis

### Antike
Zgërdhesh stellt die Archäologen und Historiker vor Rätsel, da es in historischen Quellen nicht erwähnt wird. Einige Historiker, insbesondere albanische, vermuten, dass es sich dabei um das antike Albanopolis handelt, das von Ptolemäus erwähnt wurde. Durch Grabungsfunde konnte diese These aber bis heute nicht verifiziert werden. Zudem war die Stadt verlassen, als Albanopolis erwähnt wurde.
Auf der Hügelkuppe wurden Funde aus der frühen Eisenzeit gemacht, die Siedlung wurde im 7. oder 6. Jahrhundert v. Chr. gegründet. Im 4. und 3. Jahrhundert v. Chr. entstand eine bedeutende illyrische Siedlung. Im 2. Jahrhundert v. Chr. dehnte sich der Ort über die Mauern ins Vorland aus. Die Illyrischen Kriege im 3. Jahrhundert v. Chr. leiteten den Niedergang der Stadt ein: Sie erlebte infolge der römischen Eroberung der Region im 2. Jahrhundert v. Chr. einen starken Rückgang – die Archäologen fanden keine Hinweise auf größere ökonomische Tätigkeiten. Komplett aufgegeben wurde sie aber erst in spätrömischer Zeit.

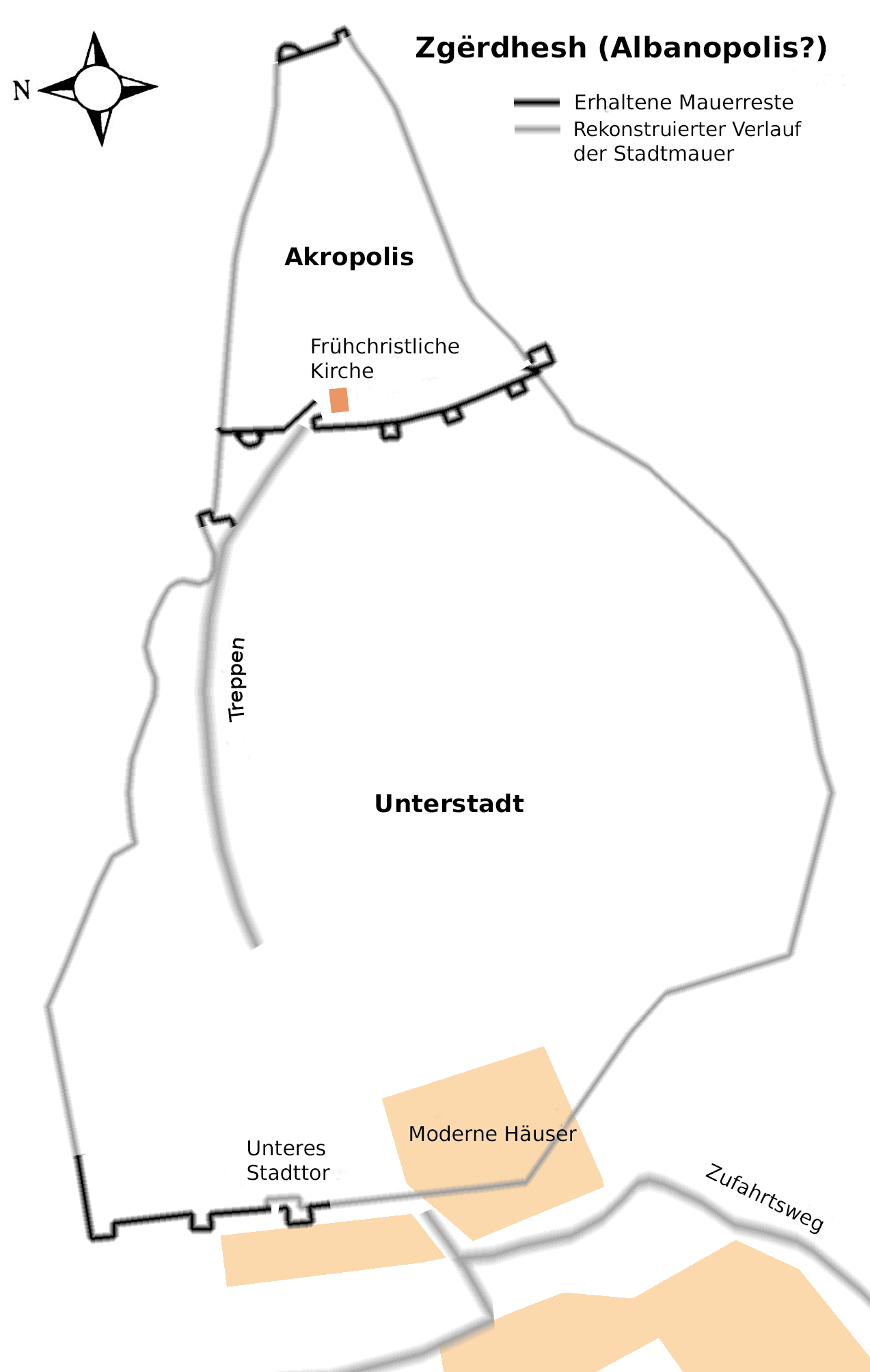
Skizze des Geländes

Die antike Stadt gliedert sich in mehrere Teile mit verschiedenen Bauphasen. Die Akropolis oder Oberstadt auf der Hügelspitze mit einer Fläche von einem Hektar bildet den ursprünglichen Siedlungsort. Die Unterstadt umfasst den Westhang des Hügels. Die Mauern umfassten eine Fläche von 10 Hektar. Die Akropolis weist typische Merkmale für das 6. Jahrhundert v. Chr. auf (minimal behauene Steinblöcke). Ein Großteil der Umfassungsmauern (noch gut am unteren Ende erkennbar) und Türme der Akropolis und weiterer bedeutender Gebäude wurden aus rechteckigen Steinquadern errichtet. Die Verteidigungsmauern haben eine Länge von 1350 Metern. Noch immer sind Terrassen auf dem Gelände der Stadt erkennbar. Treppen führen als städtische Verkehrsachsen den Hügel hoch. In der Akropolis, dem ältesten Teil der Stadt, sind kaum Reste gefunden worden; markant ist die Mauer im Osten mit einem Turm an der Nordostecke. Auch die westliche Mauer ist gut erhalten mit zwei Zugängen. Es gab Entwässerungsrinnen, die das Wasser zu Zisternen führten.
Es wurden Stempel von mindestens fünf Brennereien für Dachziegel nachgewiesen. In anderen Werkstätten wurden Amphoren, Terrakotta-Keramiken und Geschirr hergestellt. Es wird angenommen, dass es sich hierbei um lokale Produkte handelt – wie auch beim gefundenen illyrischen Helm. Handelsbeziehungen bestanden insbesondere mit Dyrrachium (Durrës), wie zahlreiche Münzen aus dem 4. bis 2. Jahrhundert v. Chr. belegen. Weitere bedeutende Entdeckungen, die Zeugen des kulturellen Lebens in der Stadt sind, sind eine Statue der Artemis und gut erhaltene Terrakotta-Keramiken mit Ornamenten.
Am Eingang der Akropolis wurde das Fundament einer frühchristlichen Kapelle ausgegraben. Das kleine Gebäude ist ein Hinweis, dass die Stätte auch in folgenden Jahrhunderten in irgendeiner Form genutzt wurde.

### Name
Das Toponym Zgërdhesh wurde erstmals im Jahr 1431 in einem osmanischen Dokument als Ozgurtaè erwähnt. Später, im Jahr 1641, taucht es in den Chroniken von Marco Scura als Sgurdessi auf.